# Ниуэ
Ниу́э (англ. Niue [ˈnjuːeɪ], ниуэ Niuē-fekai; старое название Са́видж (Savage с англ. — «дикарский»)) — остров и одноимённое самоуправляемое государственное образование в свободной ассоциации с Новой Зеландией в южной части Тихого океана, в Полинезии, к востоку от островов Тонга. Входит в состав Королевства Новой Зеландии. Граничит с территориальными водами Американского Самоа, Островов Кука и Тонга. Площадь суши — 261,46 км². Численность населения на 2017 год — 1719 человек. Столица — посёлок Алофи (или Алофис).
Остров был открыт для европейцев в 1774 году британским мореплавателем Джеймсом Куком, который назвал его Савидж, или «Остров Дикарей». В 1900 году Ниуэ стал протекторатом Британской империи, а в 1901 году был аннексирован Новой Зеландией. В 1974 году Ниуэ стал самоуправляемым государственным образованием в содружестве с Новой Зеландией, однако самостоятельно участвуя в региональных международных отношениях. Ниуэ — член Южнотихоокеанской комиссии и Форума тихоокеанских островов.

## Этимология
Полное современное название острова — Ниуэ-фекаи (ниуэ Niuē-fekai), которое используется только в официальных случаях, песнях. Оно состоит из двух составных частей: слово niue образовалось от существительного niu (в переводе «кокосовая пальма») и переводится как «вот кокосовая пальма»; fekai переводится как «каннибал», хотя каннибализма на острове не существовало.
Однако самое древнее название Ниуэ — Нуку-ту-таха (ниуэ Nuku-tu-taha), которое было дано, согласно местным легендам, первооткрывателем острова по имени Хуанаки (ниуэ Huanaki) и которое можно перевести с языка ниуэ как «одиноко стоящий остров».
Другие исторические названия — Моту-те-фуа (ниуэ Motu-te-fua, которое переводится как «остров без фруктов»), Факахоа-моту (ниуэ Fakahoa-motu), Нуку-тулуэа (ниуэ Nuku-tuluea). Все эти названия вышли из употребления, и их можно встретить только в ниуэанских легендах, песнях.
Другое историческое название Ниуэ, Савидж (англ. Savage Island), связано с именем известного английского мореплавателя Джеймса Кука, ставшего первым европейским первооткрывателем острова. В переводе с английского языка это название переводится как «Остров дикарей». Связано это с тем, что английского путешественника враждебно встретили местные туземцы.

## География

### Общая география
Государственное образование Ниуэ состоит из одноимённого поднятого кораллового атолла и трёх подводных рифов, расположенных в Тихом океане в Полинезии между экватором и Тропиком Козерога. Остров Ниуэ расположен примерно в 480 км к востоку от островов Тонга, в 930 км к западу от острова Раротонга, главного острова Островов Кука и примерно в 2400 км к северо-востоку от Окленда, крупнейшего города Новой Зеландии. Ближайшие архипелаги — острова Тонга (Дружбы), принадлежащие одноимённому государству и расположенные к западу от острова Ниуэ, и архипелаг Самоа, лежащий к северо-западу и принадлежащий Самоа и Американскому (Восточному) Самоа.
Общая площадь Ниуэ составляет 261,465 км², что делает его крупнейшим одиночным поднятым атоллом в мире.
Высшая точка острова, безымянная возвышенность недалеко от населённого пункта Муталау, достигает 68 м.

#### Рифы Ниуэ
| Название                        | Координаты                 | Описание |
| ------------------------------- | -------------------------- | --- |
| Беверидж (англ. Beveridge Reef) | 20°00′ ю. ш. 167°47′ з. д. | Представляет собой подводную гору, увенчанную коралловым атоллом, обнажающимся во время отливов. Длина с севера на юг — 9,5 км, ширина с запада на восток — 7,5 км. Общая площадь — 56 км². Глубина лагуны — 11 м. |
| Антиоп (англ. Antiope Reef)     | 18°14′ ю. ш. 168°20′ з. д. | Представляет собой овальное плато диаметром в 400 м. Минимальная глубина — 9,5 м. Впервые замечен в 1886 году британским судном «Antiope».                                                                         |
| Хэренс (англ. Harans Reef)      | 21°32′ ю. ш. 168°54′ з. д. | Впервые замечен в 1848 году Хэренсом с корабля «Thomas Dickenson». |

### Геология

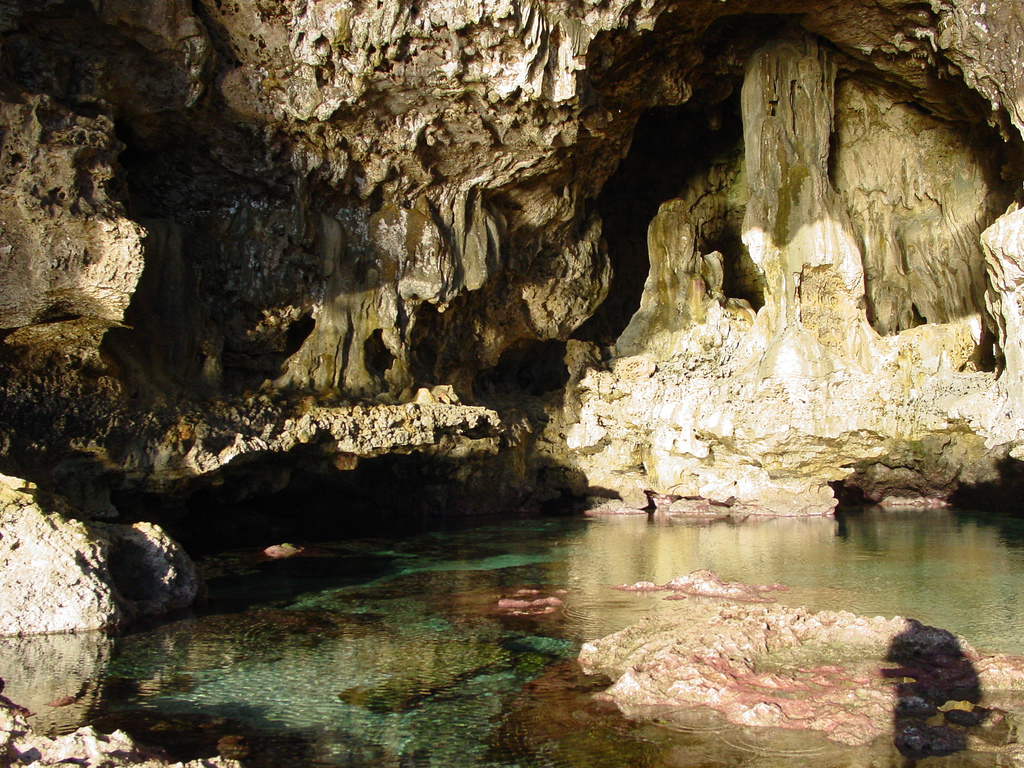
Пещера Аваики

Ниуэ расположен на Тихоокеанской литосферной плите, находящейся в постоянном движении в сторону северо-запада (примерно 1 см в год). Когда остров был ещё активным вулканом, примерно 2—3 млн лет назад, Ниуэ располагался примерно в 20 км к юго-востоку от современного месторасположения.
Находясь недалеко от жёлобa Кермадек и жёлоба Тонга, остров постоянно движется в сторону последнего, спустя несколько десятков миллионов лет Ниуэ будет полностью поглощён жёлобом Кермадек и уйдет под Индо-Австралийскую плиту.
Остров имеет очень богатую геологическую историю. В далёком прошлом Ниуэ представлял собой действующий вулкан, который примерно 3 млн лет назад потух, а его верхняя часть, находившаяся выше уровня океана, была подвергнута сильной эрозии вследствие природных факторов (дождей, океанических волн).
В течение этого длительного периода произошло формирование кораллового рифа, Муталау, названного в честь высшей точки острова, а конус вулкана до наступления ледникового периода в плейстоцене уменьшался в объёме в результате эрозии, а также остывания и сжатия глубинных пород. Примерно 1,6 млн лет назад на Земле было отмечено снижение уровня океана из-за наступившего ледникового периода, в это время сформировалась значительная часть коралловых образований Ниуэ, высохла лагуна в центре острова.
Остров Ниуэ состоит из поднятого известнякового плато, расположенного на вершине погружённого под воду вулкана. Это плато имеет холмистый рельеф и слегка чашеобразную форму: его края находится на высоте 68 м, а центральная часть — 30 м. Это свидетельствует о том, что в далёком прошлом в этой части острова находилась лагуна, которая впоследствии исчезла в результате поднятия острова. Центральное плато окружено узкой террасой шириной в 100—200 м (высота — около 28 м). Откосы террас довольно резкие с обнажением коралловых пород, покрытых большими трещинами, образовавшимися в результате береговой абразии. Побережье Ниуэ очень скалисто, с отвесными скалами и пещерами. Существование откосов говорит о том, что поднятие острова происходило в два этапа. Остров окаймлён рифом.
Наличие значительных запасов полезных ископаемых в исключительной прибрежной экономической зоне Ниуэ маловероятно, так как процесс седиментации в этом районе происходит очень медленно. Однако на самом острове возможно существование месторождений радиоактивных элементов. Тем не менее никаких разработок в данный момент не ведётся.

### Климат
Климат Ниуэ жаркий и умеренно влажный. Из-за отсутствия гор и небольшой площади климатические условия на всём острове практически одинаковые. Чётко выделяются два ярко выраженных сезона: жаркий влажный сезон с ноября по март, характеризующийся высокими температурами и влажностью и совпадающий с сезоном циклонов, и более прохладный сухой сезон с апреля по октябрь с тёплыми солнечными днями, прохладными ночами и сильными бризами.
Среднегодовая температура на Ниуэ колеблется незначительно. Максимальная дневная температура в январе—феврале составляет 30 °C, в июле-августе — 26 °C. Среднегодовое количество осадков составляет около 2180 мм, хотя в сезон дождей иногда может достигать показателя в 3300 мм, а в засушливые месяцы 80—140 мм.
Основная доля осадков выпадает в январе—марте. Засухи разной длительности случаются в любое время года, но большинство из них приходится на засушливый сезон. Преобладающие ветра дуют с востока на юг и находятся под влиянием зоны юго-восточных пассатов, которая находится на окраине пояса тропических циклонов.
Остров Ниуэ расположен в южной части пояса тропических циклонов и в зоне юго-восточных пассатов, вследствие чего с апреля по октябрь на острове наблюдаются сильные штормы. Каждые десять лет на Ниуэ обрушиваются разрушительные циклоны.
| Показатель                           | Янв.  | Фев.  | Март  | Апр.  | Май   | Июнь  | Июль | Авг. | Сен. | Окт.  | Нояб. | Дек.  | Год    |
| ------------------------------------ | ----- | ----- | ----- | ----- | ----- | ----- | ---- | ---- | ---- | ----- | ----- | ----- | ------ |
| Абсолютный максимум, °C              | 38,5  | 40,0  | 37,0  | 39,0  | 33,0  | 33,5  | 35,0 | 37,0 | 36,0 | 38,0  | 38,0  | 39,0  | 40,0   |
| Средний суточный максимум, °C        | 29,2  | 29,8  | 29,7  | 28,7  | 27,6  | 26,7  | 26,2 | 26,2 | 26,7 | 27,3  | 28,1  | 28,9  | 27,9   |
| Средняя температура, °C              | 26,4  | 26,9  | 26,6  | 25,7  | 24,7  | 23,7  | 23,1 | 23,2 | 23,7 | 24,2  | 25,2  | 25,9  | 25,0   |
| Средний суточный минимум, °C         | 23,9  | 24,4  | 24,0  | 23,1  | 22,1  | 21,1  | 20,4 | 20,6 | 21,1 | 21,7  | 22,7  | 23,4  | 22,4   |
| Абсолютный минимум, °C               | 11,0  | 19,0  | 17,0  | 10,0  | 11,0  | 9,0   | 11,0 | 10,0 | 10,0 | 14,0  | 11,0  | 15,0  | 9,0    |
| Норма осадков, мм                    | 181,9 | 140,2 | 183,9 | 179,8 | 116,5 | 106,9 | 70,7 | 72,2 | 85,5 | 121,4 | 149,5 | 135,0 | 1543,5 |
| Источник: Архив климатических данных |       |       |       |       |       |       |      |      |      |       |       |       |        |

### Природные явления
3 августа 2011 года над островом на высоте 20 км взорвался метеороид. По словам начальника полиции Ниуэ Марка Ченери, никаких повреждений причинено не было.

### Почвы и гидрология

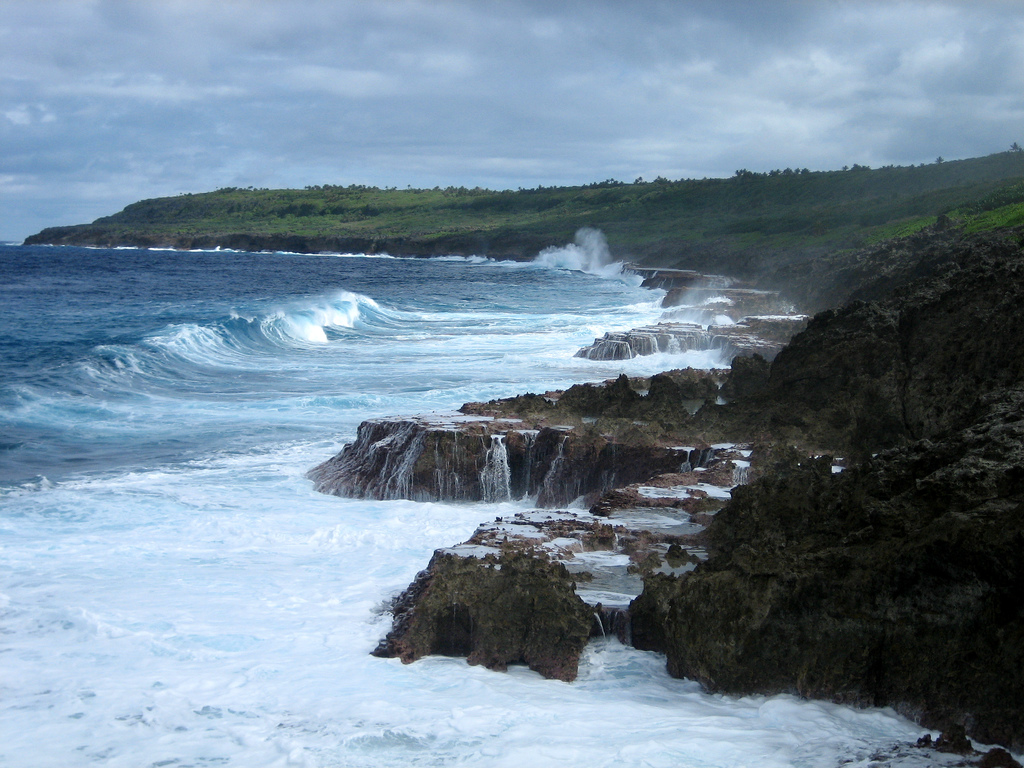
Побережье острова

Почвы острова Ниуэ не отличаются плодородием, что в основном объясняется неглубоким залеганием подстилающей породы, выходом на поверхность известняка и большим количеством валунов. Другими отличительными чертами островных почв являются высокая пористость, высокий уровень pH, высокое содержание фосфора, кальция и магния и низкое содержание цинка. В целом почвы сформированы из осадочных пород и состоят из вулканического материала с небольшим присутствием абиссальной глины и глубоководных отложений. Выделяют следующие четыре типа почв на Ниуэ:
- почвы Хикутаваке — чернозёмы, образованные в основном из известняковых пород;
- почвы Хакупу — коричневые и зернистые подпочвы;
- почвы Фонуакула — коричнево-красные подпочвы;
- почвы Палаи — краснозёмы[18].

Малоплодородие почв накладывает значительные ограничения на развитие сельского хозяйства. Присутствие в некоторых местах почв с высоким содержанием таких радиоактивных элементов, как уран и торий, свидетельствует о том, что в прошлом эти почвы в течение некоторого времени находились в контакте с морской водой.
На острове Ниуэ отсутствуют какие-либо крупные потоки воды или ручьи, что вызвано высокой пористостью почв, в результате которой дождевая вода просачивается сквозь грунт. Данные геологического исследования острова показали, что на Ниуэ также отсутствует классическая линза воды. Вместо неё в центре острова есть пласт пресной воды толщиной в 40—80 м и пласт воды под краем бывшего атолла толщиной в 50—170 м, которые имеют тороидальную форму. Так как рек или озёр на Ниуэ нет, вся пресная вода, идущая на бытовые нужды, поступает из нескольких скважин.

### Флора и фауна

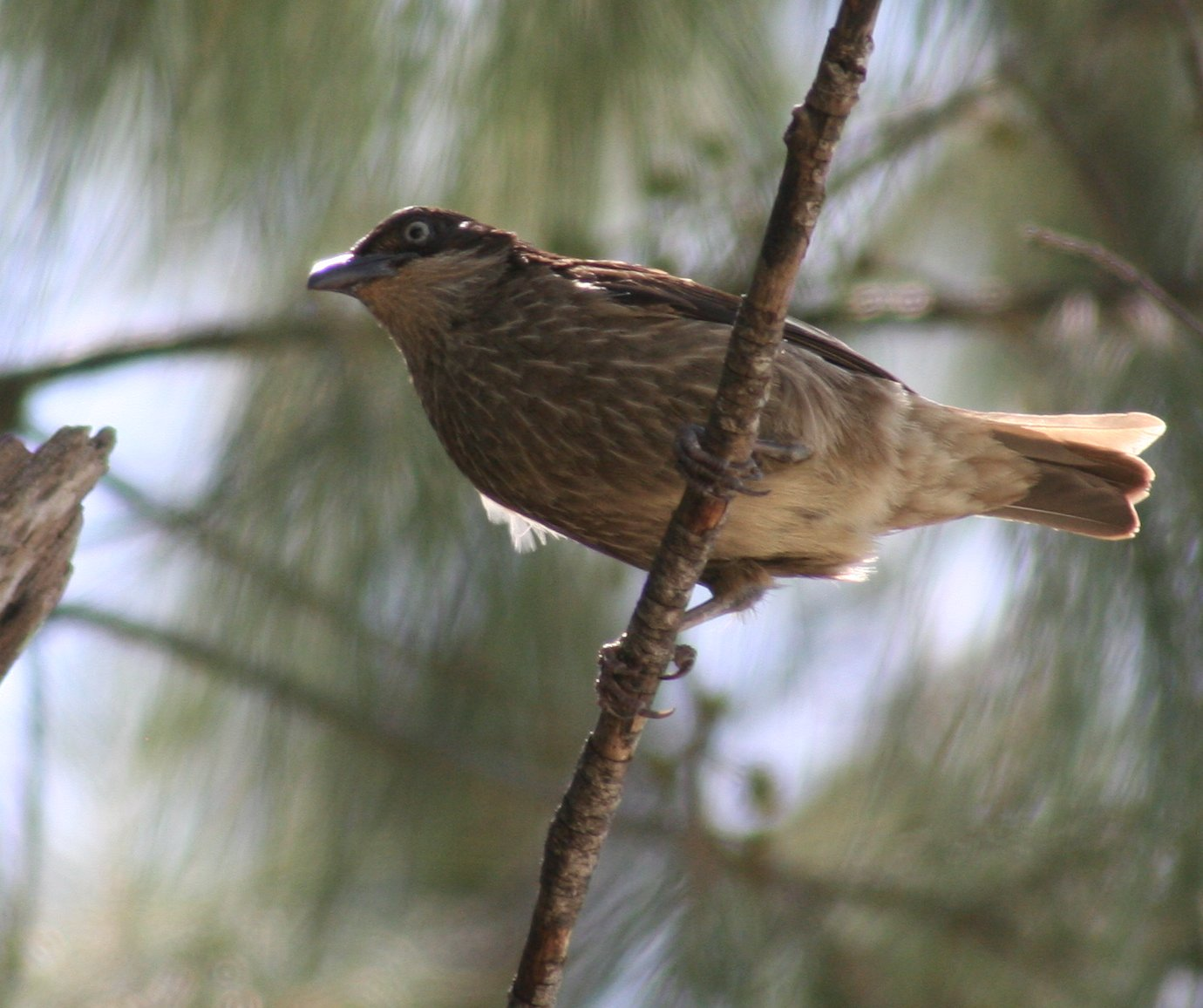
Одна из птиц Ниуэ — скворец-аплонис вида Aplonis tabuensis

На острове Ниуэ произрастает 629 видов сосудистых растений, 175 из которых являются эндемиками. В целом на острове можно выделить две большие зоны определённой растительности: тропические леса внутренних районов Ниуэ и прибрежная флора. Значительная часть острова покрыта кустарниками, лишь несколько гектаров земли покрыты девственными лесами.
Растительный покров Ниуэ был подвергнут значительному антропогенному воздействию. Девственные леса сохранились лишь в центральной части острова, на востоке и юго-востоке. В них в основном произрастают высокие деревья, с незначительным количеством кустарников и травяным покровом в нижнем ярусе леса. Крупнейший лес острова носит название хувалу, любая человеческая деятельность в нём строго запрещена. Значительное пространство Ниуэ покрыто вторичным лесом, в котором произрастает большее количество представителей флоры, чем в девственных лесах. В местах, где ведётся сельскохозяйственная деятельность, образуются небольшие чащи.
Во внутренних лесах самыми распространёнными видами деревьев являются Syzygium inophylloides и Syzygium richii. Среди других растений повсеместно встречаются Dysoxylum forsteri, Planchonella torricellensis, Pomentia pinnata, Macaranga seemanii и Fiscus prolixa. В нижнем ярусе растительности преобладают Polyscias multijuga, Streblus anthropophagorum, Merremia peltate и различные виды папоротников.

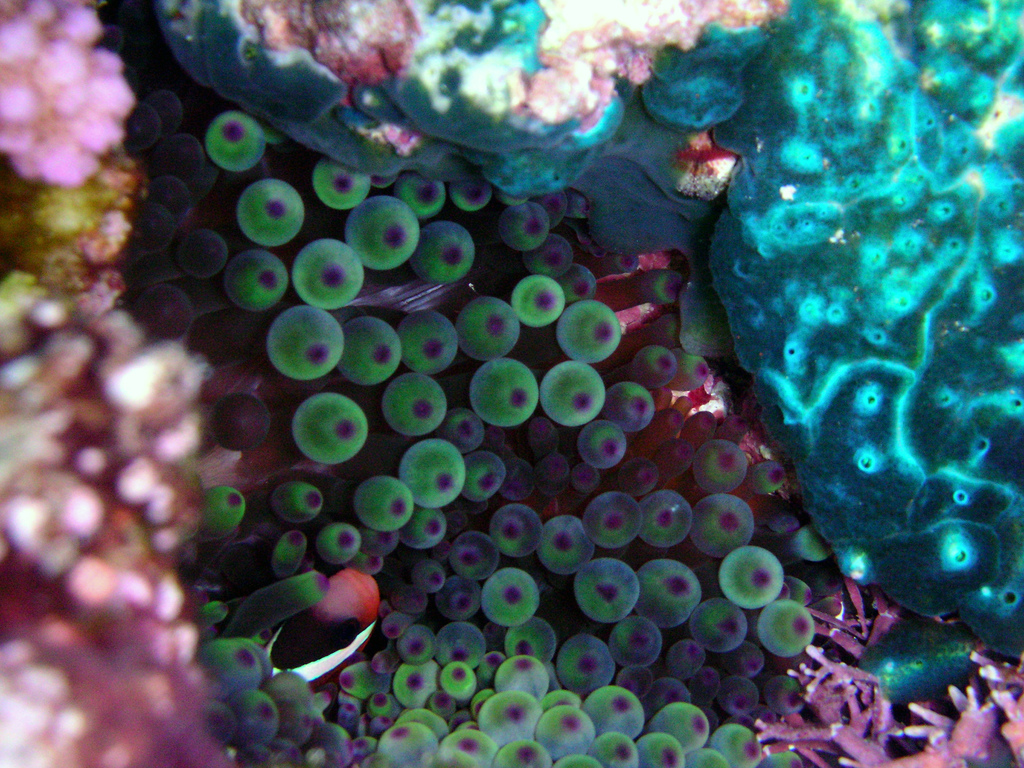
В прибрежных водах Ниуэ большое количество актиний и маленьких рыб

В прибрежной зоне в основном произрастают те же растения, что и во внутреннем районе Ниуэ. Однако их отличительной особенностью является задержка в росте. На берегу встречаются многочисленные кустарники, включая Barringtonia asiatica, Capparis cordifolia, Timonius polygamu, Ochrosia oppositifolia, Pandanus tectorius, Scaeveola taccada и Messerchmidia argentea.
Наземные млекопитающие представлены преимущественно интродуцированными видами: собаками, свиньями и кошками. Единственным местным наземным млекопитающим на Ниуэ является тонганская летучая лисица (Pteropus tonganus), играющая важную роль в экосистеме острова: она опыляет значительную долю местных растений. Однако вырубка лесов, несанкционированная охота ведут к уменьшению численности этого животного.
На острове обитает 31 вид птиц, ни один из которых не является эндемиком, однако подвиды пятнистого личинкоеда-свистуна (Lalage maculosa) и полинезийского скворца (Aplonis tabuensis) являются эндемичными — Lalage maculosa whitmeei и Aplonis tabuensis brunnescens.
В прибрежный водах Ниуэ обитает также эндемичная ядовитая плоскохвостная змея — Laticauda schystorhyncha (местное название — катуали).
Правительство Ниуэ уделяет значительное внимание защите окружающей среды, и на территории острова расположено несколько заповедников. Наиболее крупный из них — природоохранная зона леса Хувалу, расположенная в восточной части острова между деревнями Лику и Хакупу и на территории которого проживает около 188 тысяч животных. Площадь заповедника — 54 км². К югу от деревни Хакупу расположен объект наследия и культурный парк Хакупу (англ. Hakupu Heritage and Cultural Park), на территории которого расположен ряд захоронений и жилищ древних ниуэанцев, а также охранная зона летучих лисиц «Тауга-Пека» (ниуэ Tauga Peka). К югу от мыса Макапу расположен морской заповедник Аноно (ранее известный как Намоуи). Площадь заповедника — 27,67 га.

## История
Согласно мнению историков, остров Ниуэ был заселён в последние столетия первого тысячелетия до нашей эры полинезийцами с островов Тонга, островов Самоа и Пукапука (остров в Северной группе архипелага Кука). При этом, существование на острове в далёком прошлом двух враждебных племён, скорее всего, свидетельствует о том, что заселение Ниуэ происходило в два этапа. Люди племени моту были первопоселенцами Ниуэ и возможно приплыли с островов Самоа. Люди племени тафити, скорее всего, поселились на Ниуэ позже. Тем не менее начало документированной истории Ниуэ относится только в середине XVIII века.
Европейским первооткрывателем острова стал английский мореплаватель Джеймс Кук, открывший остров в 1774 году. Из-за враждебной встречи туземцами путешественник назвал остров островом Савидж (в переводе с английского языка «Остров Дикарей»).
В течение достаточно долгого периода времени Ниуэ оставался вне поле зрения европейцев. Только в 1830 году на острове высадился член Лондонского миссионерского общества Джон Уильямс. Начался миссионерский период в истории Ниуэ. Значительную роль в христианизации местных жителей сыграл миссионер Пениамина, прошедший подготовку на Самоа. Уже примерно к середине XIX века ниуэанцы были обращены в христианство.
21 апреля 1900 года над островом был установлен британский протекторат. Однако уже в 1901 году Ниуэ был аннексирован Новой Зеландией, и остров стал административно подчиняться Островам Кука. До 1974 года островом управлял уполномоченный новозеландский представитель.
19 октября 1974 года была принята Конституция, установившая новую форму взаимоотношений с Новой Зеландией, и Ниуэ, отказавшись от независимости в пользу свободной ассоциации, стал самоуправляемым государственным образованием. Согласно Конституции, Ниуэ самостоятелен в решении внутренних вопросов, ряда международных отношений (например, в области культуры) и региональной внешней политики, а законодательная власть находится в руках Законодательной ассамблеи Ниуэ (ниуэ Fono Ekepule). Одновременно за жителями Ниуэ сохранялось новозеландское гражданство.

## Политический строй

### Государственный строй
Текст действующей Конституции на английском и ниуэанском языках, вступившей в силу 19 октября 1974 года, содержится в законе «О Конституции Ниуэ» 1974 года, в приложениях № 1 и 2. Согласно статье 23 (4), тексты документа на обоих языках имеют одинаковую юридическую силу. Закон «О Конституции Ниуэ», в котором содержится текст Конституции, является законом как для Новой Зеландии, так и Ниуэ. При этом для Ниуэ Конституция является нормативно-правовым актом высшей юридической силы, а для Новой Зеландии — статутом. Конституция устанавливает монархическую форму правления с Вестминстерской системой парламентаризма, схожей с той, которая действует в Новой Зеландии.
Ниуэ — самоуправляющееся государственное образование в свободной ассоциации с Новой Зеландией. Это подразумевает самостоятельность Ниуэ в решении внутренних вопросов территории, нахождение в составе Королевства Новой Зеландии, возглавляемого монархом Новой Зеландии королём Карлом III, и предоставление жителям Ниуэ новозеландского гражданства. Новая Зеландия, в свою очередь, отвечает за оборону и внешнюю политику острова, а также оказывает административную и экономическую поддержку Ниуэ.
Конституция Ниуэ состоит из 8 разделов и 82 статей и относится к числу «жёстких» конституций, то есть для её изменения требуется соблюдение ряда условий. Для внесения изменений в текст Конституции и закона «О Конституции Ниуэ» 1974 года требуется принятие закона, одобренного во втором и третьем чтении двумя третями от общего числа членов Законодательной Ассамблеи Ниуэ. Окончательное чтение закона должно проходить не менее, чем через 13 недель после предшествующего чтения. После принятия закона Законодательной Ассамблеей он должен получить одобрение на всенародном референдуме и получить в поддержку, в большинстве случаев, две трети от общего числа действительных голосов избирателей. Для изменения отдельных разделов Конституции требуется одобрение в форме простого большинства голосов. Ввиду того, что Конституция является «жёсткой», поправки в неё вносились только однажды — в 1992 году. После одобрения Законодательной Ассамблеей в мае 1992 года законопроекта о внесении изменений в Конституцию он был вынесен на референдум. В ходе голосования, прошедшего в июне, приняло участие 86 % избирателей острова, из которых 67 % поддержали изменение Конституции. Конституционные изменения вступили в силу в июле 1992 года.
В результате изменения Конституции появились Высший суд Ниуэ и Апелляционный суд Ниуэ, которые заменили соответствующие новозеландские судебные инстанции. Распускался Земельный суд и Апелляционный суд по земельным вопросам; вместо них появился Земельный отдел в составе Высшего суда. Изменения также коснулись избирательного права: для участия в выборах в качестве кандидата вводилось требование о новозеландском гражданстве. Кроме того, отменялась статья 31, согласно которой для принятия любого законопроекта, касавшегося уголовного права и статуса человека, требовалась письменное заверение верховного судьи (в составе Конституции Ниуэ отсутствует перечень основных прав и свобод человека, а также его обязанностей).

#### Законодательная власть
Высший орган законодательной власти — однопалатная Законодательная Ассамблея Ниуэ, состоящая из 20 депутатов. Четырнадцать членов ассамблеи представляют 14 избирательных округов Ниуэ (по одному депутату от каждого округа). Шесть членов ассамблеи избираются по общему списку. Срок полномочий ассамблеи — три года. На первом заседании парламента депутаты избирают спикера ассамблеи. Клерк Ассамблеи является представителем правительственной службы Ниуэ. Если на пост спикера Ассамблеи отсутствует подходящее лицо, то все функции, необходимые для проведения заседания Ассамблеи, выполняет клерк.
Согласно Конституции Ниуэ, Законодательная Ассамблея занимается принятием законодательных актов. Для того чтобы законопроект стал законом, необходимо его одобрение членами Ассамблеи в трёх чтениях, при этом в ходе чтений на заседании парламента должно присутствовать по меньшей мере десять парламентариев. Все законопроекты, обсуждаемые в Ассамблее, и все законы, принимаемые ею, публикуются на английском и ниуэанском языке. Любой законопроект по налоговой и финансовой части требует одобрения премьера.
Привилегии и иммунитеты членов Ассамблеи также регламентируются Конституцией Ниуэ. Согласно ей, ни спикер, ни члены парламента в отношении своих полномочий в Ассамблее не подпадают под юрисдикцию ни одного суда Ниуэ. Кроме того, они не подлежат судебному преследованию за свои высказывания в Ассамблее или в одном из её комитетов.

#### Исполнительная власть
Согласно Конституции Ниуэ, главой государства является Его Величество Король Великобритании Карл III, представителем которого на острове является генерал-губернатор Новой Зеландии. Однако в реальности исполнительная власть на Ниуэ осуществляется Кабинетом министров, который состоит из премьера и трёх министров.
Главой правительства является премьер, избираемый членами Законодательной Ассамблеи из своего состава на первом после парламентских выборов заседании или в любое другое время, когда должность премьера вакантна. Избранным считается кандидат, набравший абсолютное большинство голосов присутствовавших на голосовании парламентариев. Должность премьера считается вакантной, если премьер теряет свой мандат в Законодательной Ассамблее, уходит в отставку по собственному желанию или вынужден уйти в отставку, исходя из соответствующих положений Конституции. В случае необходимости любой другой министр может быть назначен спикером Законодательной Ассамблеи на пост исполняющего обязанности премьера. Срок полномочий премьера — три года.
Кандидатуры министров из числа членов Законодательной ассамблеи Ниуэ предлагаются премьером страны спикеру парламента, который назначает министров. Кабинет министров является исполнительным органом, ответственным перед парламентом.

#### Судебная власть
Судебная система Ниуэ представлена тремя судами — Высшим судом (англ. High Court), Апелляционным судом и мировыми судами.
Высший суд Ниуэ является судом общей юрисдикции, то есть занимается рассмотрением уголовных и гражданских дел. Он состоит из одного или нескольких судей. Если в нём представлен только один судья, то он называется председателем Высшего суда. Председатель и другие судьи Высшего суда назначаются генерал-губернатором по предложению Кабинета министров. Судья Высшего суда может быть смещён с должности генерал-губернатором по совету Кабинета министра в соответствии с решением Ассамблеи. Высший суд делится на отдел по гражданским делам, отдел по уголовным делам, отдел по земельным вопросам. Кабинет министров может назначить комиссара Высшего суда, который выполняет те функции судьи Высшего суда (или судебные, или административные), которые обозначены в специальном акте о его назначении.
Низшими судебными органами в Ниуэ являются мировые суды. Мировые судьи назначаются Кабинетом министром, который также определяет срок их полномочий. Два мировых судьи наделены теми же полномочиями, что и комиссар Высшего суда.
Апелляционный суд Ниуэ, являющийся высшим судом письменного производства, состоит из председателя и других судей Высшего суда. Кроме того, в его состав могут входить другие лица, назначаемые генерал-губернатором по совету Кабинета министров. Апелляционный суд занимается рассмотрением апелляций на решения Высшего суда.

#### Избирательные округа
На Ниуэ 14 избирательных округов. Избирательными правами обладают все граждане Ниуэ, достигшие 18 лет.

#### Местное самоуправление
Система местного самоуправления на острове Ниуэ представлена деревенскими советами, деятельность которых регулируется законом «О деревенских советах» 1967 года. Правом создания деревенских советов обладает Кабинет министров. Он же может изменить их границы в соответствии с любыми изменениями, касающимися границ избирательных округов, его названием или состав. Члены деревенских советов избираются в ходе тайного голосования. Срок полномочий его членов составляет три года.
В компетенцию деревенских советов входят снабжение, строительство, обслуживание, управление и регулирование сельских дорог (за исключением шоссе) и их очистка; парков, садов, зон отдыха и других общественных мест; здравоохранения; зданий; рынков и коммерческих предприятий; водоснабжения и других вопросов местного значения.

### Политические партии
В течение двух десятилетий после получения самоуправления в 1974 году на Ниуэ отсутствовали какие-либо политические партии. Только в 1990 году появилась первая партия, которая просуществовала очень короткое время из-за начавшихся разногласий по поводу кандидатуры премьера страны и состава Кабинета министров. Однако уже в 1996 году на парламентских выборах впервые приняла участие «Народная партия Ниуэ» (англ. Niue People's Party), которая уже в 1999 году одержала победу. По состоянию на 2005 год это была единственная партия страны.

### Вооружённые силы
Согласно Конституции Ниуэ, за оборону страны ответственна Новая Зеландия. Однако на практике осуществление этой функции производится только по требованию правительства Ниуэ.

### Внешняя политика и международные отношения
Вопросы внешней политики Ниуэ находятся в ведении Новой Зеландии. Однако с предоставлением внутреннего самоуправления внешнеполитическая деятельность самоуправляющейся территории приобретает всё более самостоятельный характер. Правительство Ниуэ независимо от Новой Зеландии подписывает различные международные конвенции и вступает в международные организации. Тем не менее, Ниуэ не является членом Организации Объединённых Наций.
Ниуэ поддерживает тесное сотрудничество со многими странами Тихого океана, в том числе, является членом ряда региональных организаций, например, Форума тихоокеанских островов.

### Дипломатические отношения
Ниуэ поддерживает дипломатические отношения с 25 государствами, ЕС и Островами Кука, постепенно расширяя сеть своих дипломатических миссий и представительств.
Ниуэ — ассоциированный член Содружества наций, член Всемирной организации здравоохранения, Продовольственной и сельскохозяйственной организации ООН, ЮНЕСКО. Входит в международную организацию Страны Африки, Карибского бассейна и Тихоокеанского региона.

## Административное деление
Остров Ниуэ разделён на 14 округов, центрами которых являются 13 деревень, названия которых носят сами округа.

Округа Ниуэ

| №                                   | Название округа (русск.) | Название округа (анг.) | Население, чел. (2011) | Площадь, км² | Плотность, чел./км² |
| ----------------------------------- | ------------------------ | ---------------------- | ---------------------- | ------------ | ------------------- |
| Моту (исторический северный регион) |                          |                        |                        |              |                     |
| 1                                   | Лакепа                   | Lakepa                 | 51                     | 21,58        | 2,36                |
| 2                                   | Лику                     | Liku                   | 70                     | 41,64        | 1,68                |
| 3                                   | Макефу                   | Makefu                 | 69                     | 17,13        | 4,03                |
| 4                                   | Муталау                  | Mutalau                | 94                     | 26,31        | 3,57                |
| 5                                   | Намукулу                 | Namukulu               | 14                     | 1,48         | 9,46                |
| 6                                   | Тои                      | Toi                    | 23                     | 4,77         | 4,82                |
| 7                                   | Туапа                    | Tuapa                  | 97                     | 12,54        | 7,74                |
| 8                                   | Хикутаваке               | Hikutavake             | 40                     | 10,17        | 3,93                |
| Тафити (исторический южный регион)  |                          |                        |                        |              |                     |
| 9                                   | Авателе                  | Avatele                | 139                    | 13,99        | 9,94                |
| 10                                  | Алофи (южная часть)      | Alofi South            | 424                    | 46,48        | 13,75               |
| 11                                  | Алофи (северная часть)   | Alofi North            | 215                    | 46,48        | 13,75               |
| 12                                  | Ваиеа                    | Vaiea                  | 89                     | 5,40         | 16,48               |
| 13                                  | Тамакаутога              | Tamakautoga            | 157                    | 11,93        | 13,16               |
| 14                                  | Хакупу                   | Hakupu                 | 129                    | 48,04        | 2,69                |
|                                     | Всего                    |                        | 1611                   | 261,46       | 6,16                |

## Население

### Численность и размещение

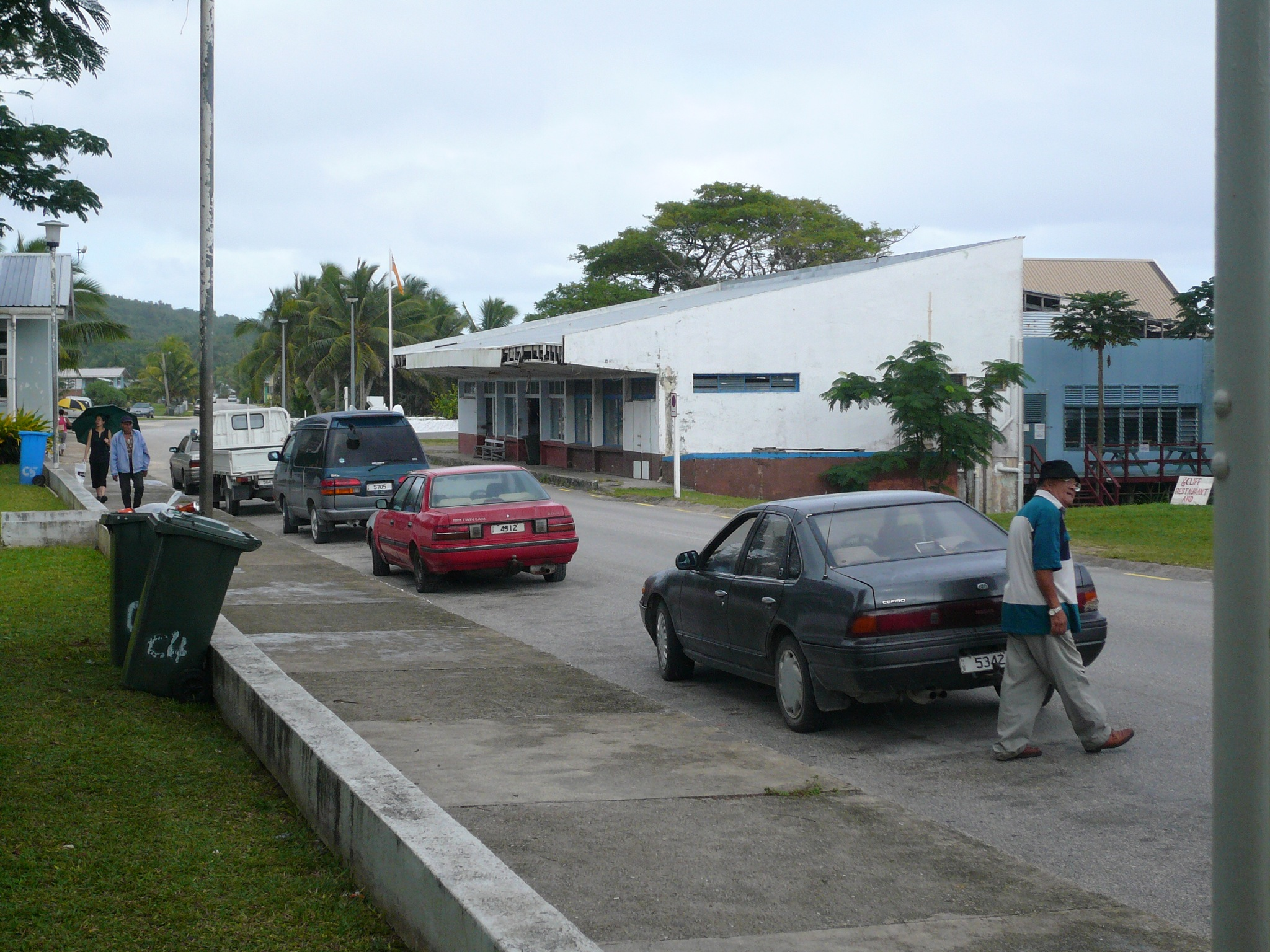
Посёлок Алофи, столица Ниуэ

Главным фактором, определяющим демографическую ситуацию на Ниуэ, является процесс миграции местного населения. Из-за усиленного оттока населения в другие страны (преимущественно в Новую Зеландию) прирост населения на острове имеет отрицательный показатель. До 1930 года на Ниуэ отмечался значительный прирост населения, а в 1966 году был достигнут исторический максимум численности населения — 5194 человека. Однако начиная с этого года последовало падение численности населения. В 1994 году впервые за тридцать лет был отмечен прирост населения, после которого снова последовала депопуляция.
Процесс миграции с острова Ниуэ имеет долгую историю. Ещё начиная с середины XIX века, ниуэанцы вывозились европейцами на различные плантации: островитяне работали на хлопковых плантациях в Самоа, добывали фосфориты в Восточной Полинезии.
Но только после окончания Второй мировой войны процесс эмиграции с острова Ниуэ приобрёл современные очертания. Новая Зеландия, Австралия и США, нуждавшиеся в то время в рабочей силе в связи со значительным экономическим ростом, без всяких проблем принимали ниуэнцев. Открытие же в 1971 году на Ниуэ международного аэропорта, а также предоставление острову в 1974 году статуса самоуправляющегося государственного образования в свободной ассоциации с Новой Зеландией (это означало и предоставление островитянам новозеландского гражданства) значительно облегчило процесс эмиграции коренного населения Ниуэ.
Крупная диаспора выходцев из Ниуэ образовалась в Новой Зеландии.
В 1996 году там проживало 18 474 ниуэанца, в то время как население Ниуэ составляло 2089 человек.
В 2001 году в Новой Зеландии было зарегистрировано 20 100 ниуэанцев (около 9 % от численности народов Океании, проживающих на территории Новой Зеландии). Большинство из них (78 %) проживало в городе Окленд, 5 % — в Веллингтоне. Перепись 2018 года насчитала уже 30 867 новозеландцев ниуэанского происхождения.
Основными факторами оттока населения стали: экономический (более высокий уровень жизни в Новой Зеландии, высокая занятость, зарплата, более высокий уровень образования), географический (Ниуэ — небольшой остров, расположенный вдали от континентов и крупных архипелагов; нехватка земли и других важных ресурсов; частые разрушительные тропические циклоны, наносящие непоправимый ущерб местной инфраструктуре и сельскому хозяйству), политический (в прошлом тесные колониальные отношения с Новой Зеландией; недовольство населения политической ситуацией на острове).
Согласно переписи 2006 года по данным Департамента статистики Ниуэ, численность населения страны составляла 1625 человек (вёлся учёт всего населения, пребывавшего во время переписи на острове, включая резидентов и нерезидентов; если резиденты находились за рубежом, то они не учитывались в переписи).
К 2009 году, по оценке ЦРУ, эта цифра уменьшилась до 1398 человек. Темпы падения населения в Ниуэ являются высокими на фоне других стран Океании: 0,032 % по оценке 2009 года. Перепись же 2006 года показала снижение численности населения на 9 % по сравнению с данными переписи 2001 года, то есть на 163 человека.
В статистических целях учёт населения ведётся по населённым пунктам. В 2006 году крупнейшим по численности населения поселением был посёлок Алофи, объединяющий две деревни: Южный Алофи (434 человека) и Северный Алофи (147 человек). Второе по численности населения поселение — деревня Авателе (164 человека). Намукулу — самая маленькая деревня острова (всего 14 человек). Только в трёх населённых пунктах был зарегистрирован прирост населения по отношению к 2001 году: в Авателе (рост на 31 %), в Южном Алофи (рост на 21 %) и Тамакаутога (рост на 12 %). В других же населённых пунктах была отмечена убыль населения. Крупнейшая убыль была в Северном Алофи (на 43 %), Муталау (на 36 %) и Макефу с Накупу (по 29 % соответственно). Основной причиной депопуляции, как и раньше, остаётся эмиграция в Новую Зеландию, хотя численность населения Северного Алофи была вызвана изменением границ посёлка.
В 2006 году мужчины составляли 46,5 % (756 человека), женщины — 53,5 % (782 человека).
Доля детей до 14 лет в 2006 году составила 24,9 %, взрослого населения от 15 до 64 лет — 63,2 %, старше 64 лет — 11,9 %.
Средняя продолжительность жизни населения в 1997 году составляла 69,5 лет.

### Численность населения
| Численность острова Ниуэ | Численность острова Ниуэ | Численность острова Ниуэ | Численность острова Ниуэ | Численность острова Ниуэ | Численность острова Ниуэ | Численность острова Ниуэ | Численность острова Ниуэ | Численность острова Ниуэ | Численность острова Ниуэ |
| 1900                     | 1902                     | 1906                     | 1911                     | 1916                     | 1921                     | 1926                     | 1931                     | 1936                     | 1945                     |
| ------------------------ | ------------------------ | ------------------------ | ------------------------ | ------------------------ | ------------------------ | ------------------------ | ------------------------ | ------------------------ | ------------------------ |
| 4015                     | ↗4074                    | ↘3822                    | ↗3943                    | ↘3880                    | ↘3750                    | ↗3795                    | ↗3797                    | ↗4104                    | ↗4253                    |
| 1951                     | 1956                     | 1961                     | 1966                     | 1971                     | 1974                     | 1976                     | 1979                     | 1981                     | 1984                     |
| ↗4553                    | ↗4707                    | ↗4864                    | ↗5194                    | ↘4990                    | ↘3992                    | ↘3843                    | ↘3578                    | ↘3281                    | ↘2887                    |
| 1986                     | 1989                     | 1991                     | 1994                     | 1996                     | 1997                     | 1999                     | 2000                     | 2001                     | 2004                     |
| ↘2531                    | ↘2267                    | ↘2239                    | ↗2300                    | ↘2089                    | ↘2088                    | ↘1913                    | ↘1857                    | ↘1788                    | ↘1761                    |
| 2006                     | 2011                     | 2017                     |                          |                          |                          |                          |                          |                          |                          |
| ↘1625                    | ↘1611                    | ↗1719                    |                          |                          |                          |                          |                          |                          |                          |

Динамика численности округов
| Округ       | 28-09-1981 | 29-10-1986 | 03-11-1991 | 17-08-1997 | 08-09-2001 | 09-09-2006 | 10-09-2011 |
| ----------- | ---------- | ---------- | ---------- | ---------- | ---------- | ---------- | ---------- |
| Алофи       | 978        | 811        | 682        | 732        | 614        | 581        | 639        |
| Авателе     | 274        | 195        | 185        | 143        | 125        | 164        | 139        |
| Хакупу      | 337        | 244        | 258        | 258        | 227        | 162        | 129        |
| Хикутаваке  | 169        | 117        | 83         | 68         | 65         | 56         | 40         |
| Лакепа      | 149        | 139        | 115        | 125        | 88         | 72         | 51         |
| Лику        | 182        | 116        | 126        | 92         | 73         | 62         | 70         |
| Макефу      | 136        | 124        | 117        | 95         | 87         | 62         | 69         |
| Муталау     | 276        | 188        | 166        | 148        | 133        | 85         | 95         |
| Намукулу    | 87         | 53         | 45         | 28         | 14         | 14         | 14         |
| Тамакаутога | 260        | 182        | 184        | 150        | 140        | 157        | 157        |
| Тои         | 119        | 91         | 41         | 35         | 31         | 31         | 23         |
| Туапа       | 252        | 235        | 197        | 168        | 129        | 120        | 98         |
| Ваиеа       | 62         | 36         | 40         | 46         | 62         | 59         | 89         |
| Всего       | 3 281      | 2 531      | 2 239      | 2 088      | 1 788      | 1 625      | 1 613      |

### Этнический состав
Население Ниуэ гомогенное: согласно переписи 2006 года, 81 % жителей-резидентов (или 1538 человек) были ниуэанцами (представители коренного полинезийского народа, предки которого, как считается, приплыли на остров из Тонга, Самоа и острова Пукапука), 11 % (172 человека) — выходцами с других островов Океании (преимущественно тонганцы, тувалу, самоанцы и фиджийцы), 3 % — европейцами, 2,6 % — азиатами, 2,6 % — выходцы из других стран и регионов.
Согласно же переписи 2001 года доля ниуэнцев составляла 80,6 %, выходцев с других островов Океании — 10,5 %, европеоидов — 4,7 %, монголоидов — 0,2 % Количество людей от браков ниуэнцев и жителей других островов Тихого океана — 2,4 %, а от ниуэанцев и европеоидов — 1,6 %.

### Языки
| Ниуэанский язык     | Ниуэанский язык                     |
| Русский             | Ниуэанский                          |
| ------------------- | ----------------------------------- |
| Привет!             | Fakaalofa atu! (одному человеку)    |
| Пока!               | E, koe! (одному человеку)           |
| Меня зовут Тина.    | Ko Tina e higoa haaku.              |
| Который час?        | Kua ta e matahola fiha he mogo nei? |
| Сейчас полдевятого. | Kua hafa he mole e matahola hiva.   |
| Иди сюда.           | Omai taha ki fale.                  |

Помимо английского языка официальным языком страны является ниуэанский, один из многочисленных языков полинезийской группы австронезийских языков, наряду с гавайским, маори, самоанским, таитянским и другими. Вместе с тонганским языком ниуэ составляет тонганскую подгруппу полинезийской группы языков. Письменность языка была создана в первой половине XIX века христианскими миссионерами родом из Самоа. Общая численность носителей тонганского языка в 1998 году составляла 7990 человек.
Язык ниуэ использует модифицированный латинский алфавит, состоящий всего из 17 букв: 5 гласных и 12 согласных. Большую роль играет долгота гласных звуков, от которой может зависеть значение слова. На письме долгота обозначается макроном. Ниуэанский язык представлен двумя диалектами: моту (диалект северной части острова) и тафити (в южной части острова). Разница между ними в основном состоит в способах словообразования и лексике (например, kautoga на моту и lala на тафити значат «гуава»).
Согласно переписи населения 2006 года, подавляющее большинство жителей острова (72 %) утверждает, что они регулярно общаются на ниуэанском. 18 % респондентов указали, что пользуются им часто, и только 3 % — не говорят на нём вообще. При этом для двух третей жителей ниуэанский язык является их первым языком, который они знают с детства, 12 % островитян с детства знают и ниуэанский, и английский, и только для 9 % ниуэанцев английский язык является их первым языком. В большинстве домашних хозяйств (43 %) жители общаются как на ниуэанском, так и на английском.

### Религия
Господствующей религией на острове Ниуэ является христианство. Первым христианским миссионером на Ниуэ, который высадился на нём в 1830 году, стал член Лондонского миссионерского общества Джон Уильямс. Хотя он и не остался на острове, он взял с собой для обучения в миссионерской школе двух ниуэанцев, один из которых Нукаи Пеньямина занялся просветительской деятельностью. В целом же процесс христианизации населения шёл достаточно медленно и сопровождался недовольством населения ввиду того, что миссионеры завезли на остров ряд ранее не встречавшихся заболеваний, из-за которых погибло большое количество островитян.
Согласно переписи 2006 года, 62 % островитян (или 956 человек) являются последователями протестантской Конгрегационалистской христианской церкви Ниуэ (англ. Congregational Christian Church of Niue), 9 % (138 человек) — католиками, 8 % (127 человек) — мормоны, 2 % (28 человек) — Свидетели Иеговы. Среди других вероучений (это около 9 % населения) встречаются методисты, адвентисты седьмого дня, бахаи, сикхи, индусы, а также последователи других христианских учений. В ходе переписи 3 % жителей указали, что они атеисты, и 7 % не указали своей религии.
Конгрегационалистская христианская церковь Ниуэ (англ. Congregational Christian Church of Niue) — крупнейшая христианская церковь Ниуэ, которая является местным отделением Лондонского миссионерского общества и ставшая автономной в 1970 году. В 1996 году она открыла своё представительство в новозеландском городе Окленд, где проживает крупная диаспора ниуэанцев.

## Экономика

### Общая характеристика
Новозеландское правительство продолжает оказывать значительную финансовую помощь Ниуэ, и во многом благодаря ему на острове достаточно высокий уровень жизни по сравнению с другими странами Океании. Периодически на Ниуэ отмечается рост товарного производства, преимущественно в сельскохозяйственном секторе. Тем не менее это не имеет долгосрочного эффекта. Промышленное производство на Ниуэ практически полностью отсутствует. Связано это с тем, что издержки на транспорт слишком высокие, а сам остров расположен слишком далеко от основных рынков сбыта.
Экономика Ниуэ в основном базируется на доходах государственного сектора, который преимущественно субсидируется правительством Новой Зеландии.
В 2000-е отмечалось изменение в структуре экономики Ниуэ: доля государственного сектора стала понемногу сокращаться (хотя в 2005 году в нём работало около 59 % трудоспособного населения острова), начал развиваться туризм и расти экспорт сельскохозяйственной продукции (в основном таро). Основным направлением деятельности правительства в сфере экономики стало увеличение доли частного сектора и развитие экотуризма.
Достижение этих целей осуществляется посредством увеличения рабочих мест и других возможностей для трудоустройства, а также посредством развития сельского хозяйства в качестве механизма по снижению зависимости страны от иностранной финансовой помощи.
Частые разрушительные тропические циклоны и засухи негативно влияют на экономику Ниуэ. Например, в 2005 году остров значительно пострадал от циклона «Гета», который практически полностью разрушил инфраструктуру Ниуэ.

### Сельское хозяйство
Особенности геологического строения Ниуэ, низкое плодородие почв, отсутствие рек накладывают большие ограничения на развитие сельского хозяйства на острове. Но несмотря на это, значительная часть Ниуэ всегда подвергалась интенсивному земледелию.
От 30 до 40 % процентов всей суши острова непригодна для сельского хозяйства, а те земли, на которых что-то культивируется, дают незначительный урожай, который практически полностью идёт на удовлетворение внутренних потребностей страны. Главным сельскохозяйственным растением Ниуэ является таро, часть которого экспортируется в Новую Зеландию. Среди сельскохозяйственных культур можно выделить маниок, батат и ямс. Для внутреннего рынка разводятся в небольших количествах бананы, фрукты, лаймы, кокосовые пальмы и овощные культуры. В последние годы предпринимаются попытки по выращиванию на Ниуэ ванили. На острове также разводятся куры, свиньи, небольшое количество скота.

### Рыболовство
Рыболовство на Ниуэ развито не очень сильно в связи с ограниченными рыбными ресурсами у берегов острова. Другими препятствиями для рыболовства являются слишком затруднённый доступ к океану из-за очень крутых склонов на берегу, отсутствие естественных бухт и лагун.

### Транспорт

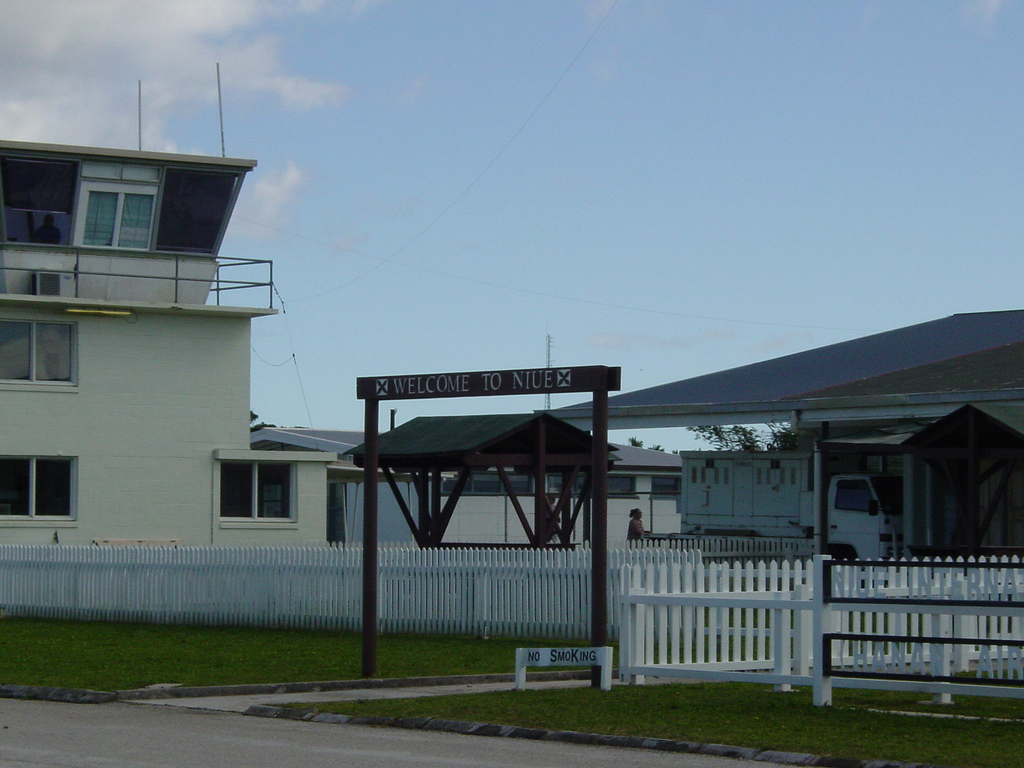
Аэропорт Ниуэ

Плохое транспортное сообщение накладывает значительные ограничения на развитие торговых отношений со странами Океании и всего мира, а также туризма.
Вдоль побережья острова тянется 64-километровая дорога, проходящая через 13 деревень Ниуэ. Через центр острова также проходят две главные дороги (общая длина составляет около 230 км). Большинство дорог имеют твёрдое покрытие и поддерживаются дорожными службами на очень высоком уровне.
На острове отсутствуют естественные бухты. Тем не менее у посёлка Алофи есть причал, к которому могут подходить только небольшие суда.
В 1970 году на Ниуэ был построен Международный аэропорт Ханнан, который впоследствии был расширен в 1994 году для возможности посадки на полосу самолётов Боинг-737. Регулярное авиасообщение с островом обеспечивается новозеландской авиакомпанией «Air New Zealand».
На острове отсутствует общественный транспорт, большинство жителей перемещается по острову на собственных машинах.

### Связь

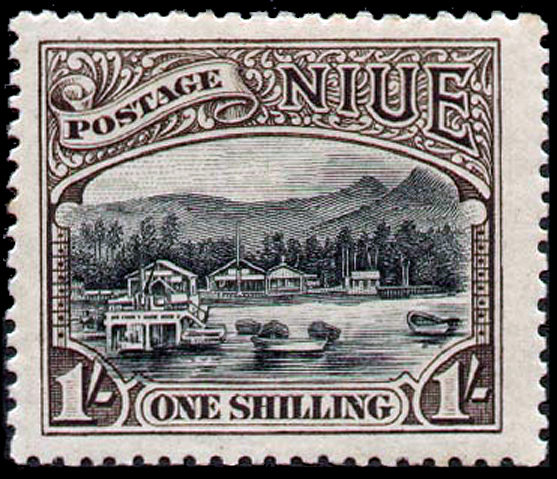
Почтовая марка Ниуэ, 1 шиллинг, 1920

Все почтовые и телекоммуникационные услуги предоставляет Почтовый и телекоммуникационный департамент («Телеком Ниуэ»). Услуги по предоставлению доступа к Интернет впервые появились на Ниуэ в 1997 году. Они предоставляются компанией Niue Internet User Society.
На острове действует интернет-кафе, в ключевых местах бесплатно предоставляются услуги Wi-Fi.
Интернет-домен Ниуэ, .nu, был зарегистрирован американским бизнесменом Уильямом Семичем, который ещё в 1997 году обратился в ICANN и получил права его администрирования и продажи имён, обеспечив взамен жителей Ниуэ бесплатным WiFi-доступом к Интернету по всей территории острова. Годовой оборот компании Семича NU Domain составляет около 4 млн долларов.
Интернет-домен .nu популярен среди пользователей из Швеции, Дании и Нидерландов, в которых слово nu переводится как «сейчас».
Согласно журналу «Компьютерра», домен Ниуэ приглянулся эксплуататорам эксплойтов и привлекает жуликов анонимной регистрацией.
На Ниуэ действует всего лишь одна телерадиовещательная компания. До 1992 года правительство Ниуэ выпускало газету Tohi Tala Niue. Частная газета Niue Star появилась в печати в середине 1993 года и с тех пор выходит раз в две недели.
С 2010 года на острове развёрнута система OpenBTS — первое свободное программное обеспечение, позволяющее осуществлять работу с промышленным стандартом стека протоколов GSM. Себестоимость и структура OpenBTS явились для Ниуэ оптимальными, так как на острове было срочно необходимо развернуть обслуживание мобильных телефонов, но объём потенциальных клиентов был недостаточен, чтобы оправдать покупку и поддержку системы обычных ретрансляционных базовых станций стандарта GSM.

### Туризм
Хотя туристический сектор на Ниуэ находится в зачаточном положении, развитие туризма на острове является одним из приоритетных направлений деятельности правительства страны. Основными ограничениями для развития туризма являются очень плохое авиасообщение с другими странами мира, практически полное отсутствие развитой туристической инфраструктуры.
В 2002 году на Ниуэ побывало 3155 человек. Остров преимущественно посещают граждане Новой Зеландии, Австралии, стран Европы, США и Канады.

### Внешние экономические связи
Отдалённость от основных рынков сбыта продукции, отсутствие крупных запасов полезных ископаемых накладывает значительное ограничение на производство в промышленных масштабах. Главной особенностью внешней торговли Ниуэ являются очень низкие показатели экспорта и очень высокие показатели импорта. Импортируются продовольствие, промышленные товары, машины, топливо, медицинское оборудование и лекарства. Экспортируется сельскохозяйственная продукция. Основным партнёром международной торговли является Новая Зеландия.
В период с 1996 по 2004 год объёмы импорта варьировались от NZD$3,7 млн до NZD$11,9 млн. При этом средний показатель импорта из Новой Зеландии в период с 1996 по 2001 год составлял NZD$4,5 млн. Экспорт в последние годы сокращается: в 2004 году объём составил NZD$264 240 (в 1996 году — NZD$316 536).

### Денежная система и финансы
Денежная единица Ниуэ — новозеландский доллар. В коллекционных целях также выпускается доллар Ниуэ.
По бюджету на 2005 год расходы составляли NZ$21,9 млн, а доходы — NZ$21,5 млн.
Среди доходов наибольшее значение имеют поступления от налогов и пошлин, финансовая помощь Новой Зеландии. Важным источником пополнения бюджета страны являются также почтовые марки и коллекционные монеты.

## Культура

### Доколониальная организация жителей Ниуэ

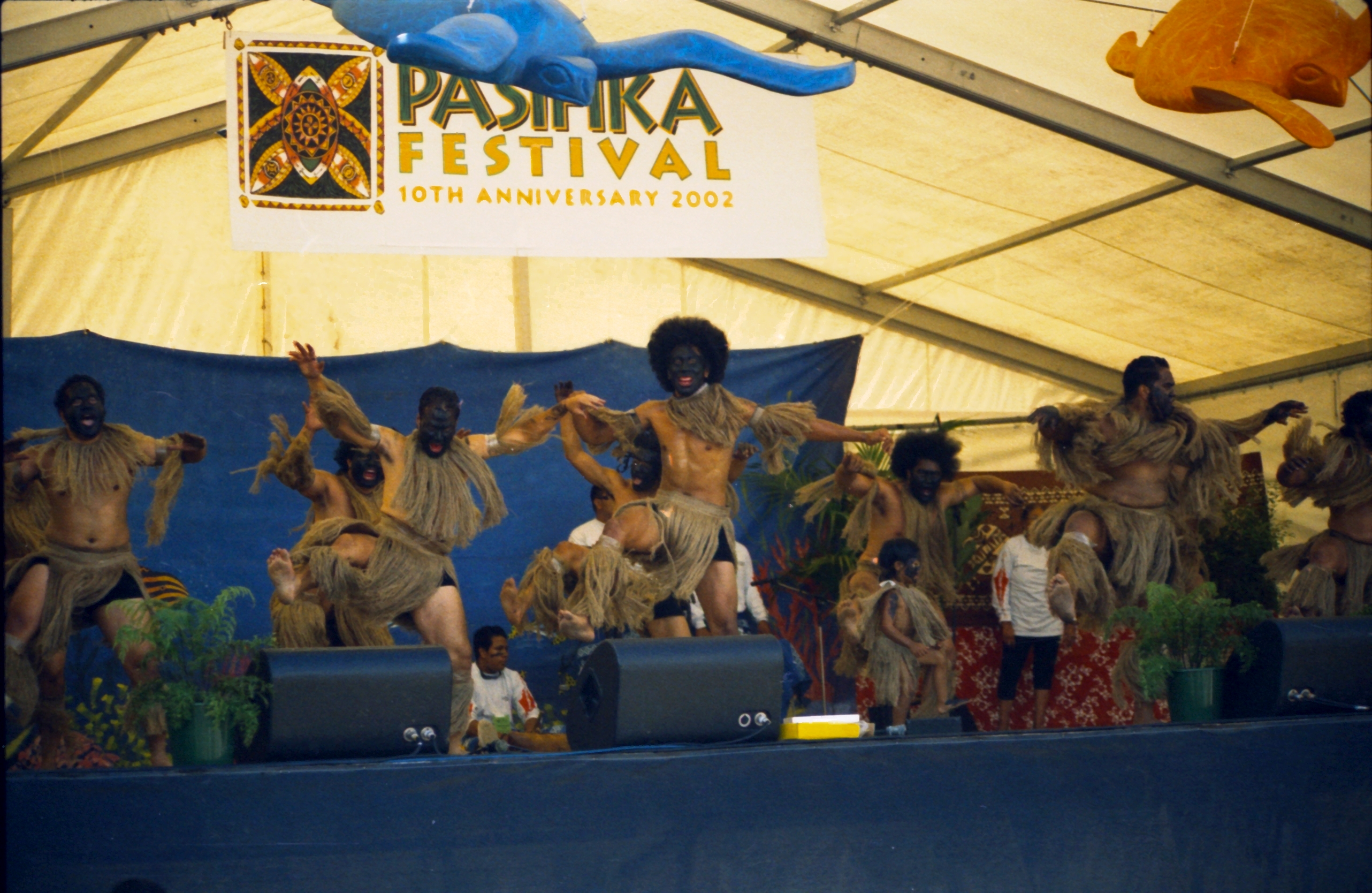
Традиционный ниуэанский танец (Фестиваль «Pasifika», 2002)

Маорийские префиксы к названиям племён Нгати-, Нгаи- и Ати-, которые переводятся как «потомки кого-то», не использовались на Ниуэ. Вместо Нгати- на острове использовались слова Тама (ниуэ Tama) или фагаи (ниуэ fagai). Например, объединения близких родственников носили название Тама-хамуа (ниуэ Tama-hamua), Тама-каутонг (ниуэ Tama-kautonga), Тама-хато-кула (ниуэ Tama-hato-kula). Фагаи также представляло собой объединение людей, но главным фактором было не кровное родство, а совместное проживание в целях «прокормления».
В далёком прошлом на Ниуэ была представлена особая система управления, отличавшаяся от моделей, представленных на других островах Океании. Одной из отличительных черт была выборность верховного вождя, или короля, титул которого не был наследуемым. Институт короля на Ниуэ, или пату-ики (ниуэ patu-iki, в переводе «вождь вождей»), скорее всего, был привнесён с островов Тонга или Самоа (до его появления на острове существовали только главы семей). Первоначально король избирался из членов ведущей семьи острова. Впоследствии назначение короля стало прерогативой жителей деревни-победительницы (однако избранный король всё равно должен был получить одобрение других деревень).
О функциях пату-ики известно мало. При нём всегда существовал совет, или фоно (ниуэ fono), представители которого постоянно общались с местными жителями. В каждой деревне Ниуэ также находился агент короля, которого звали алага-вака (ниуэ Alaga-vaka)). Существовал также главный алага-вака, или алага-вака-не-муа (ниуэ Alaga-vaka ne-mua) (наподобие современного премьер-министра), который очень часто захватывал верховную власть на Ниуэ и правил самостоятельно (при нём же находился помощник, которого звали ниуэ хагаи).
На острове также существовали другие вожди, которых звали ики (ниуэ iki) и пату (ниуэ patu). Ики, предположительно, прежде чем стать вождями, были воинами. Пату были по сути главами семей и возглавляли фагаи. Вместе с ики они выполняли функции судей, или факафили (ниуэ fakafili), полиции, или леолео (ниуэ leoleo), дьяконов. Из них же формировались фоно, советы каждой островной деревни. В далёком прошлом пату также возглавляли войско во время войн, могли быть воинами.

### Музыка и танцы
Как и во всей Полинезии, музыка и танцы занимают очень важное место в жизни ниуэанцев. Тем не менее одной из особенностей традиционных ниуэанских песен является то, что в большинстве своём у них нет музыкального сопровождения. Единственным инструментом, который используется во время танцев, является деревянный барабан, известный на Ниуэ как палау (ниуэ palau) или нафа (ниуэ nafa).
Главным танцем острова, который исполняют в день свадьбы, рождения, является таме (ниуэ tame). Во время танца женщины в основном сидят, а мужчины танцуют вокруг.

### Спорт

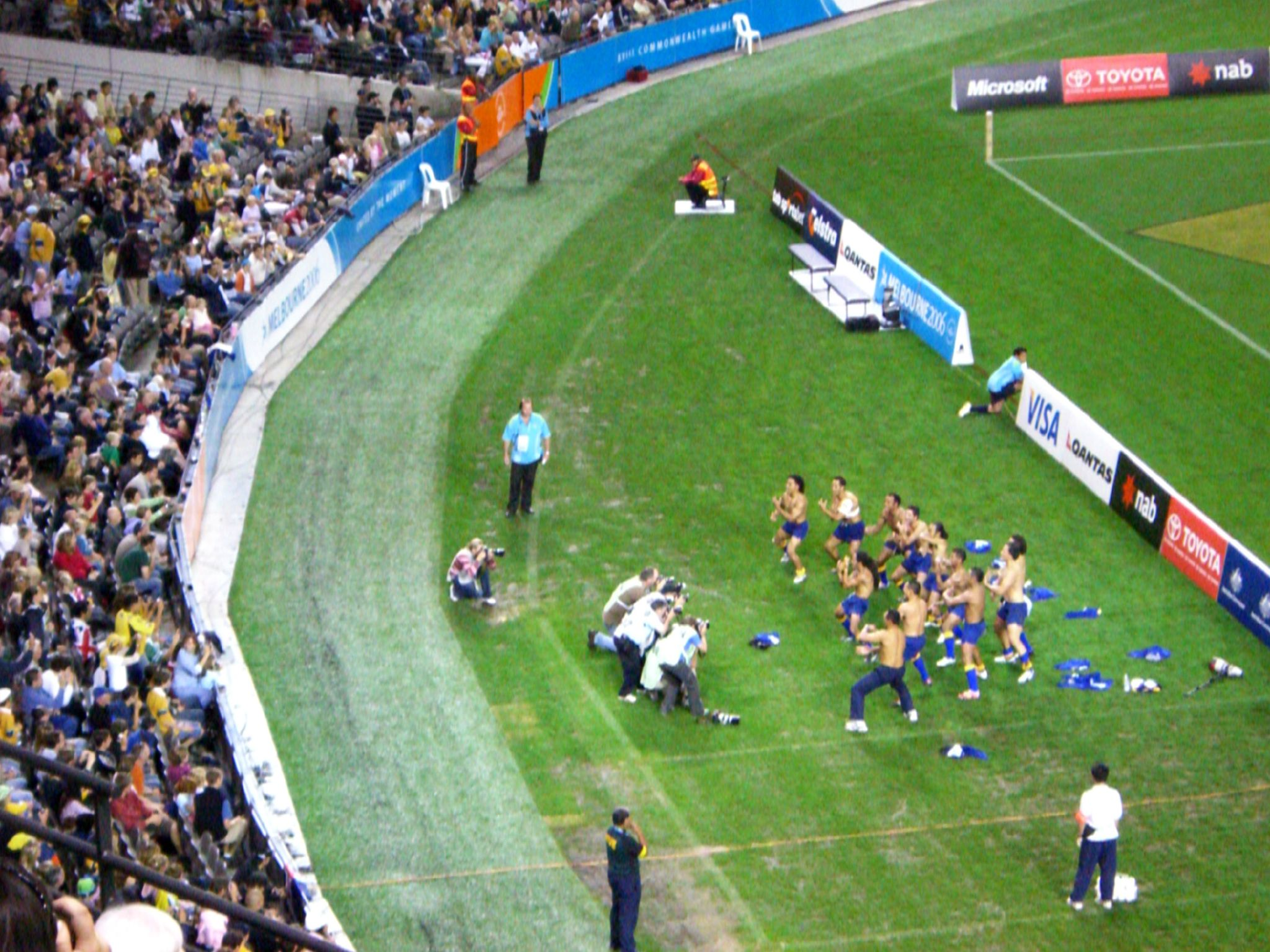
Национальная сборная Ниуэ по регби исполняет танец хака

На Ниуэ есть своя национальная сборная по футболу, а сама страна является ассоциированным членом Конфедерации футбола Океании, но не является членом ФИФА, из-за чего ниуэанская сборная не может принимать участие в чемпионате мира ФИФА и Кубке наций ОФК. Первый международный матч с участием ниуэанской сборной по футболу (всего их было два) состоялся 1 сентября 1983 года, в котором Ниуэ проиграла сборной острова Таити со счётом 0:14. Крупнейшее поражение сборная потерпела уже на следующий день от сборной Папуа — Новой Гвинеи — 0:19.
Однако самой популярной игрой на острове является регби. По этому виду спорта у Ниуэ также есть своя национальная сборная. Первый международный матч с участием ниуэанской сборной по регби состоялся 11 сентября 1983 года, в котором Ниуэ проиграла сборной Фиджи со счётом 4:124.
Ниуэ ни разу не принимала участие в Олимпийских играх. В 2002 году остров впервые принял участие в Играх Содружества.

### Праздники
| Дата                       | Название                | Английское название      |
| -------------------------- | ----------------------- | ------------------------ |
| 1 января                   | Новый год               | New Year’s Day           |
| 2 января                   | Традиционный день Такаи | Takai Commission Holiday |
| 6 февраля                  | День Вайтанги           | Waitangi Day             |
| пятница перед Пасхой       | Великая пятница         | Good Friday              |
| следующий день после Пасхи | Светлый понедельник     | Easter Monday            |
| 25 апреля                  | День АНЗАК              | ANZAC Day                |
| первый понедельник июня    | День рождения короля    | King’s Birthday          |
| 16 октября                 | День Конституции        | Constitution Day         |
| 27 октября                 | День Пениамины          | Peniamina Gospel Day     |
| 25 декабря                 | Рождество               | Christmas Day            |
| 26 декабря                 | День подарков           | Boxing Day               |

## Социальная сфера

### Здравоохранение
В связи с изолированностью Ниуэ от остального мира на острове отсутствуют ВИЧ, малярия. Изредка происходят случаи заболевания гепатитом, туберкулёзом и тропической лихорадкой. Медицинское обслуживание на острове бесплатное для всех резидентов Ниуэ (для иностранцев — платное). В 2002 году в центральной больнице Ниуэ была проведена реконструкция.
В 2001 году соотношение врачей и жителей Ниуэ составляло 1 : 434, медсестёр — 1 : 145.

### Образование
Система образования Ниуэ основана на новозеландской модели и в основном имеет тот же учебный план.
Образование является обязательным для детей в возрасте от 5 до 14 лет. Уровень грамотности в стране очень высокий: согласно данным правительства Ниуэ он достигает 99 %. Начиная с 1989 года все начальные школы стали сосредотачиваться в Алофи, что связано с убылью населения. В стране действует только одна средняя школа, которая расположена на окраине Алофи.
21 августа 2008 года каждый школьник младших и старших классов Ниуэ получил лэптоп XO, распространяемый в рамках инициативы One Laptop Per Child. Островному государству администрация OLPC пожертвовала 500 ноутбуков.
На Ниуэ также действует филиал Южнотихоокеанского университета, который является единственным учреждением страны, где можно продолжить своё образование после средней школы. Значительная часть ниуэнцев получает образование за рубежом: в Новой Зеландии, Австралии, Фиджи.